# Pacific Championship Series
Pacific Championship Series (PCS) là giải đấu thể thao điện tử Liên Minh Huyền Thoại cấp cao nhất của khu vực Thái Bình Dương, được hợp nhất từ 2 giải đấu thuộc 2 khu vực: Đài Loan/ Hồng Kông/ Ma Cao - League of Legends Master Series (LMS) & Đông Nam Á (trừ Việt Nam) - League of Legends SEA Tour (LST) vào ngày 19 tháng 12 năm 2019.
PCS hiện tại gồm sáu đội đến từ Đài Loan, một đội đến từ Hồng Kông và một đội đến từ Philippines thi đấu trong mùa giải. Sáu đội đứng đầu từ mùa giải sẽ tiến tới vòng loại trực tiếp và cùng tham gia với ba đội đứng đầu đến từ Nhật Bản và hai đội đứng đầu đến từ Châu Đại Dương. Châu Đại Dương đã trở thành một phần của khu vực PCS vào ngày 18 tháng 11 năm 2022, với Oceanic Pro League (OPL) bị hạ cấp xuống giải đấu phụ của PCS. Ngày 26 tháng 11 năm 2023, League of Legends Japan League (LJL) của Nhật Bản cũng bị hạ cấp và tích hợp tương tự vào PCS.
PSG Talon hiện đang là đương kim vô địch giải đấu sau khi đánh bại đại diện đến từ LJL (Nhật Bản) là SoftBank HAWKS tại trận chung kết PCS mùa hè 2024 với tỉ số 3-1.

## Lịch sử

### Trước khi thành lập
Giải đấu thể thao điện tử Liên Minh Huyền Thoại chuyên nghiệp đầu tiên dành cho vận động viên ở Đài Loan, Hồng Kông, Ma Cao và Đông Nam Á là Garena Premier League (GPL), diễn ra từ năm 2012 đến giữa năm 2018. Vào cuối năm 2014, Đài Loan, Hồng Kông, Ma Cao được tách ra khỏi GPL để thành lập khu vực riêng cùng với giải đấu có tên League of Legends Master Series (LMS). 3 năm sau, Việt Nam lúc đó thuộc khu vực Đông Nam Á với giải Vietnam Championship Series (VCS) cũng được tách ra và nâng cấp thành một khu vực riêng tách biệt với phần còn lại của Đông Nam Á. Vào giữa năm 2018, GPL được đổi tên thành League of Legends SEA Tour (LST).

### Thành lập
Ngày 25 tháng 9 năm 2019, Garena thông báo rằng họ đang có ý định hợp nhất LMS và LST thành một giải đấu duy nhất. Gần 3 tháng sau, vào ngày 19 tháng 12, Riot Games đã công bố tên của giải đấu mới - Pacific Championship Series (PCS) và danh sách 9 trong số 10 đội tuyển thi đấu. Đội cuối cùng - Berjaya Dragons được công bố vào ngày 17 tháng 1 năm 2020.

### Mùa giải đầu tiên
Mùa giải 2020 đã bị hoãn lại cho đến khi có thông báo mới vào ngày 29 tháng 1 do sự bùng phát COVID-19. Sau đó, thông báo chính thức vào ngày 18 tháng 2 rằng mùa giải 2020 sẽ chính thức bắt đầu vào ngày 29 tháng 2.
Ngày 13 tháng 2, do kết quả tái cấu trúc nội bộ của công ty mẹ Emperor Esports Stars, đội tuyển G-Rex buộc phải giải tán. 5 ngày sau, Machi Esports được công bố là đội tuyển sẽ thay thế cho G-Rex.

### Mở rộng
Riot Games đã thông báo vào ngày 18 tháng 11 năm 2022 rằng PCS sẽ mở rộng để bao gồm Châu Đại Dương, bắt đầu từ năm 2023. Những đội vô địch của OPL sẽ không còn đủ điều kiện trực tiếp cho Mid-Season Invitational và Chung kết thế giới. Thay vào đó, hai đội đứng đầu OPL sẽ phải thi đấu ở vòng loại trực tiếp PCS để giành một suất. Ngoài ra, các tuyển thủ OPL sẽ thay đổi nơi cư trú của họ từ "Châu Đại Dương" thành "PCS".
Vào ngày 26 tháng 11 năm 2023, Riot Games thông báo rằng LJL sẽ tham gia vòng loại trực tiếp PCS theo cách tương tự như OPL. Từ năm 2024 trở đi, ba đội đứng đầu LJL sẽ phải thi đấu ở vòng loại trực tiếp PCS để giành một suất tham dự MSI và Chung kết thế giới. Ngoài ra, các tuyển thủ LJL sẽ thay đổi nơi cư trú của họ từ "Nhật Bản" thành "PCS".

## Danh sách đội tuyển
Mười đội đã được Riot Games chọn làm đối tác nhượng quyền vĩnh viễn của PCS. Tuy nhiên, đã có thông báo vào ngày 4 tháng 8 năm 2020 rằng một giải đấu thăng hạng sẽ được giới thiệu cho mùa giải 2021 để nâng cao khả năng cạnh tranh trong khu vực. Giải đấu thăng hạng sau đó bị hủy bỏ vào năm 2022 nhưng được đưa trở lại vào năm 2023.
Đài Loan, Hồng Kông, Philippines và Singapore hiện đang được đại diện trong mùa giải thường lệ của PCS; Malaysia và Thái Lan đã được đại diện trước đây.

### Danh sách đội tuyển
Danh sách các đội tuyển tham gia PCS Split 1 2025.
| Đội                | Vai trò thi đấu | Vai trò thi đấu    | Vai trò thi đấu   | Vai trò thi đấu | Vai trò thi đấu | Huấn luyện viên trưởng |
| Đội                | Đường trên      | Đi rừng            | Đường giữa        | Đường dưới      | Hỗ trợ          | Huấn luyện viên trưởng |
| ------------------ | --------------- | ------------------ | ----------------- | --------------- | --------------- | ---------------------- |
| CFO Academy        | Zkai            | Xin                | Ka1ser            | Cuicuixi        | 2274            | Eason                  |
| Deep Cross Gaming  | Flauren         | 665                | Hongsuo XiaoXiang | Feng            | ShiauC          | Lxz                    |
| Frank Esports      | YSKM            | Gemini             | Pretender         | Shunn           | MnM             | Skywalk                |
| Ground Zero        | Leaky Bwater    | Kongyue Rwei Billy | Nestea            | Lilv            | Koala           | Calvin                 |
| HELL PIGS          | Likai           | HotPot             | Minji             | Cheng9          | Kerry           | Red                    |
| Hungkuang Falcon   | Adiza1 Sun1     | Xinshou1           | Qubi              | Prage           | OverT1me        | TopRed                 |
| Talon Academy      | Weizhe          | Renye              | BuLuLaKa          | Dotmm           | Orca            | Hana                   |
| West Point Esports | RYue            | Killer2            | 1116              | Chillguys       | Kino            | Lun                    |

Nguồn: LoL Global Contract Database

## Thống kê từng mùa
| Năm               | Mùa  | Quán quân          | Á quân             | Hạng 3             |
| ----------------- | ---- | ------------------ | ------------------ | ------------------ |
| PCS mùa giải 2020 | Xuân | Talon Esports      | Machi Esports      | ahq eSports Club   |
| PCS mùa giải 2020 | Hè   | Machi Esports      | PSG Talon          | J Team             |
| PCS mùa giải 2021 | Xuân | PSG Talon          | Beyond Gaming      | Machi Esports      |
| PCS mùa giải 2021 | Hè   | PSG Talon          | Beyond Gaming      | J Team             |
| PCS mùa giải 2022 | Xuân | PSG Talon          | CTBC Flying Oyster | J Team             |
| PCS mùa giải 2022 | Hè   | CTBC Flying Oyster | Beyond Gaming      | PSG Talon          |
| PCS mùa giải 2023 | Xuân | PSG Talon          | Frank Esports      | CTBC Flying Oyster |
| PCS mùa giải 2023 | Hè   | PSG Talon          | CTBC Flying Oyster | Beyond Gaming      |
| PCS mùa giải 2024 | Xuân | PSG Talon          | SoftBank HAWKS     | CTBC Flying Oyster |
| PCS mùa giải 2024 | Hè   |                    |                    |                    |